# Frida Imboden-Kaiser
Frida Imboden-Kaiser (* 3. Juli 1877 in St. Gallen; † 25. April 1962 ebenda, katholisch, von St. Gallen) war eine Schweizer Ärztin. Ihr Engagement sorgte für eine nachhaltige Reduktion der zuvor überdurchschnittlich hohen Säuglingssterblichkeit in den industrialisierten Bezirken des Kantons St. Gallen.

## Leben
| Säuglingssterblichkeit im Kanton St. Gallen Anzahl Todesfälle im ersten Lebensjahr auf 1000 Lebendgeborene |            |         |
| Periode | St. Gallen | Schweiz |
| 1867–1870                                                                                                  | 272        | 210     |
| 1871–1875                                                                                                  | 252        | 198     |
| 1876–1880                                                                                                  | 232        | 188     |
| 1881–1885                                                                                                  | 209        | 171     |
| 1886–1890                                                                                                  | 182        | 159     |
| 1891–1895                                                                                                  | 164        | 158     |
| 1896–1900                                                                                                  | 145        | 143     |
| 1901–1905                                                                                                  | 149        | 134     |
| 1906–1910                                                                                                  | 128        | 115     |
| 1911–1914                                                                                                  | 111        | 101     |
| 1936–1940                                                                                                  | 45         | 45      |
| 1951–1955                                                                                                  | 27         | 29      |
| 1988–1991                                                                                                  | 7          | 7       |

Frida wurde 1877 als Tochter des Rektors der Kantonsschule St. Gallen und späteren Regierungsrates Adolf Kaiser geboren. Als eine der ersten Frauen durfte sie später selber diese Kantonsschule besuchen und studierte dann an den Universitäten Bern und Genf Medizin. 1905 wurde ihr der Doktortitel verliehen. Danach arbeitete sie einige Jahre an der Kinderabteilung des Kantonsspitals St. Gallen, musste aber feststellen, dass dort mehr Säuglinge starben, «als in der Charité in Berlin». Die Gründe dafür liegen vorwiegend in den Arbeitsbedingungen begründet, die die St. Galler Stickerei mit sich brachte: Die Mütter mussten möglichst kurz nach der Geburt wieder arbeiten und stillten daher ihre Kinder früh ab und die Hygiene liess zu wünschen übrig (siehe den dortigen Artikel). Daher gründete sie den «Verein für Säuglingsfürsorge», den sie von 1910 bis 1942 auch präsidierte.
1909 gründete Frida Kaiser in St. Gallen ein Säuglingsheim, in dem man kranke und vernachlässigte Kleinkinder pflegte und auch Kurse für Säuglingspflege anbot. Aus diesem Säuglingsheim wurde mit den Jahren ein bedeutendes Säuglingsspital mit einem Einzugsgebiet bis ins Rheintal und ins Vorarlberg. Heute ist daraus das Kinderspital St. Gallen geworden, ein bedeutendes klinisches Zentrum für Kinderheilkunde. Daneben gründete sie auch eine Säuglingsfürsorgestelle mit Mutterberatung und eine Milchküche, die trinkfertige Säuglingsmilch abgab. Überhaupt setzte sie sich sehr für die natürliche Ernährung der Säuglinge durch Muttermilch ein. Sie begann einen regelrechten Feldzug für das Stillen und die liebevolle Kinderpflege, da sie aufgrund statistischer Erkenntnisse davon überzeugt war, dass ein wesentlicher Grund für den frühen Tod vieler Kinder war, dass sie nur viel zu kurz von der Mutterbrust hatten trinken können. Sie gab auch entsprechende Schriften heraus und baute ein kantonales Netz von Mütterberatungsstellen auf.
1912 war Frida Imboden-Kaiser an der Gründung der schweizerischen Pro-Juventute-Stiftung beteiligt, die danach die Herausgabe ihrer Schriften unterstützte.
1953 konnte Frida Imboden-Kaiser (1913 hatte sie Karl Friedrich Imboden geheiratet) stolz feststellen, dass nicht zuletzt dank ihrem Einsatz die Säuglingssterblichkeit im Kanton St. Gallen die niedrigste der ganzen Schweiz war, während es 50 Jahre früher noch deutlich anders ausgesehen hatte. Sie starb 1962 in ihrer Heimatstadt.

## Werke

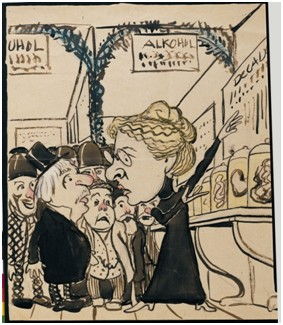
Karikatur durch Hedwig Scherrer

- Aus der Praxis der Kleinkindererziehung. St. Gallen: Schneider 1916. (Schriften der Union für Frauenbestrebungen in St. Gallen; 1).
- Wie ich mein Kindlein pflege. Merkbüchlein für Mütter. Hrsg. vom Zentralsekretariat Pro Juventute. Glarus: Buchdruckerei Glarner Nachrichten 1922.
- Die Frau in der Familie. Aarau: Verband Deutschschweizerischer Frauenvereine zur Hebung der Sittlichkeit 1923. (Kollektenblatt des Verbandes Deutschschweizerischer Frauenvereine zur Hebung der Sittlichkeit; 45).
- Wir sind nicht Herr über Leben und Tod. Mahnwort an die Schweizerfrauen zum Schutze des werdenden und absterbenden Lebens. St. Gallen: Fehr’sche Buchhandlung 1924.
- Aus Lebenserfahrung und Erinnerung. St. Gallen: Zollikofer 1958.